# S. Jamil Madiba Songue
Sa Majesté S. Jamil Madiba Songue est le roi des Bakoko dans le Wouri. Il accède au trône le 28 février 2023, après le décès de son père le roi Madiba Songuè salomon le 17 octobre 2022. Il est le plus jeune monarque des chefs supérieurs du Ngondo.

## Biographie

### Enfance et débuts
Fils aîné du roi, Sa Majesté Erick Jamil Madiba Songue est un passionné d'activité nautique. Il est diplômé des Universités de Westminster et East London en Angleterre.

### Carrière
Depuis août 2015, Sa Majesté S. Jamil Madiba Songue est cadre à l’Hôpital gynéco-obstétrique et pédiatrique de Douala. Chef Service des achats puis Sous-directeur des finances et de la comptabilité, il est à ce jour, Directeur technique de cet établissement hospitalier. Il siège au sein du Conseil d’administration où il représente le personnel.

### Vie personnelle
Il est marié et père de quatre enfants.  